# Carne (Bibbia)

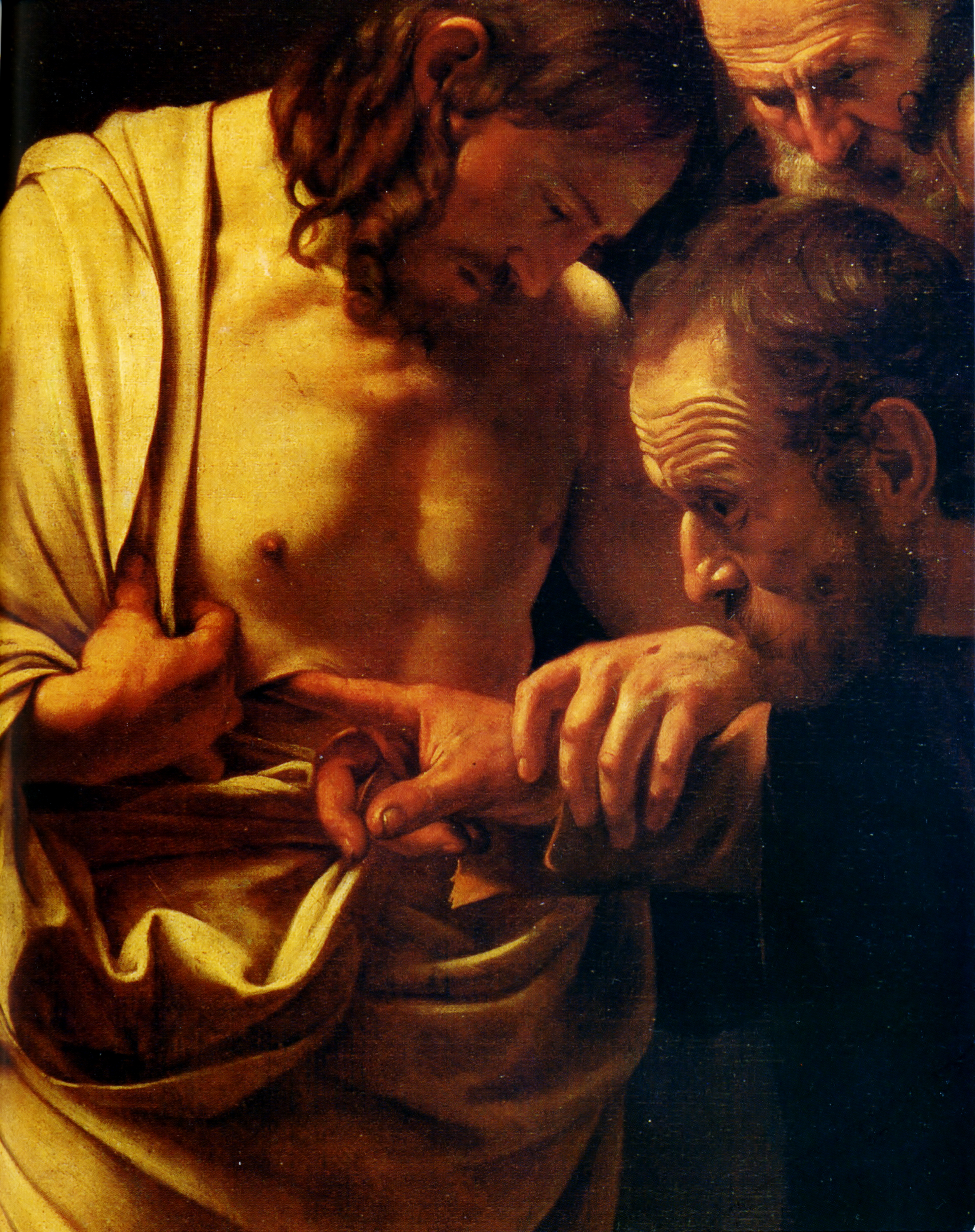
San Tommaso tocca la piaga del costato di Cristo (dettaglio da un'opera di Caravaggio)

Nella Bibbia (sia ebraica sia cristiana), il termine tradotto in italiano con carne (in ebraico בּשׂר: bâśâr; in greco σάρξ: sarx), assume un significato teologico particolare.

## Nell'Antico Testamento
Nell'Antico Testamento il termine בּשׂר (bâśâr), che in alcuni testi (Genesi 2,21; Giobbe 10,11, Ezechiele 37,6-8  indica unicamente la parte carnosa del corpo, in altri passi acquista un significato estensivo, e designa il corpo nel suo insieme (Numeri 8,7, Esodo 30,32, 2 Re 6,30), quindi l'individuo completo, l'essere vivente (Genesi 6, 13-17, Salmi 136,25).
L'espressione “ogni carne” si applica all'essere umano in quanto tale e quindi a tutta l'umanità. Il termine carne viene a comprendere in sé i caratteri, le manifestazioni, il modo d'essere e d'agire della creatura vivente. Tutti questi caratteri nella prospettiva dell'Antico Testamento, sono sempre posti in relazione a Dio. Il termine “carne” designa dunque l'essere umano, ma non in senso pieno, come אישׁ ('îysh), anzi, esprime piuttosto, dell'essere umano, l'infermità, la caducità, i limiti, in contrasto con gli attributi di Dio (Genesi 6,3, Salmi 78, 39,  Isaia 40, 6, Deuteronomio 5,26, Isaia 49, 26 e 66,16 Geremia 12, 12, Ezechiele 21, 9, Salmi 9,20).
"Carne" non è dunque solo la sostanza materiale dell'essere umano, ma il suo modo di esistere davanti a Dio, la sua debolezza naturale di creatura.

## Nel Nuovo Testamento
Ai significati tipici dell'Antico Testamento si ricollegano molti testi del Nuovo Testamento nell'uso del termine greco σάρξ (sarx). Il detto di Marco 10:7 «I due saranno una sola carne» riferito al matrimonio indica nella comunione fisica la comunione delle esistenze; le espressioni di Paolo «nella carne», «secondo la carne», alludono alla realtà dell'esistenza umana nella sua totalità (Romani 1:3; 1 Corinzi 1:26; Galati 2:20; Filippesi 1:22), nel significato anche di umanità più che di esistenza singola.
Significati più particolari e teologicamente determinati sono quelli di Romani 4:1; 9:8; 1 Corinzi 10:18 dove il termine “carne” definisce il popolo di Israele nella sua realtà puramente sociologica, razziale, contrapposta alla realtà della promessa di Dio, cioè alla fede in Cristo, alla nuova situazione spirituale da lui creata.
Tipico è però del Nuovo Testamento e in particolare di Paolo la connessione della realtà umana della σάρξ (sarx) con il peccato. «Essere carnale» in Romani 7:14 è equivalente a schiavo del peccato; «vivere nella carne» (Galati 2:20), «essere nella carne» (Romani 8:9), «camminare secondo la carne» (2 Corinzi 10:2), non significano soltanto essere creature umane deboli e condizionate dalla propria natura, significano piuttosto essere guidati, ispirati, mossi dal peccato, quello che contamina e caratterizza la condizione umana. In forma analoga, sia pur meno radicale, è il significato dell'espressione «carne e sangue» in Giovanni 1:13 e Matteo 16:17, indicante la realtà umana nella sua impossibilità di conoscere le verità di Dio a causa della distanza che separa l'essere umano dal Creatore ma soprattutto a causa della condizione peccaminosa in cui vive.
La "carne" designa così l'esistenza umana, la storia umana quale è diventata in seguito alla caduta e al peccato, ed esprime la coscienza che questa realtà umana è tale a causa del suo allontanamento da Dio. Eppure, è proprio in mezzo a questa “carne” che Cristo si fa Uomo, il Verbo di Dio si fa carne proprio in questa realtà (Giovanni 1:14). La “carne” è riscattata da Cristo che è mandato da Dio Padre «in una carne simile a quella del peccato e in vista del peccato» (Romani 8:13).
Proprio per questo il termine contrapposto a carne è Spirito; non nel senso di una realtà superiore, spirituale, distaccata dalle contingenze del corpo, ma nel senso specifico di Spirito di Dio, potenza di rinnovamento e di vita. È lo Spirito che rivela ai discepoli ciò che la loro intelligenza ottenebrata non è in grado di conoscere: il mistero di Gesù è lo Spirito che può far rinascere Nicodemo per permettergli di entrare nel Regno.

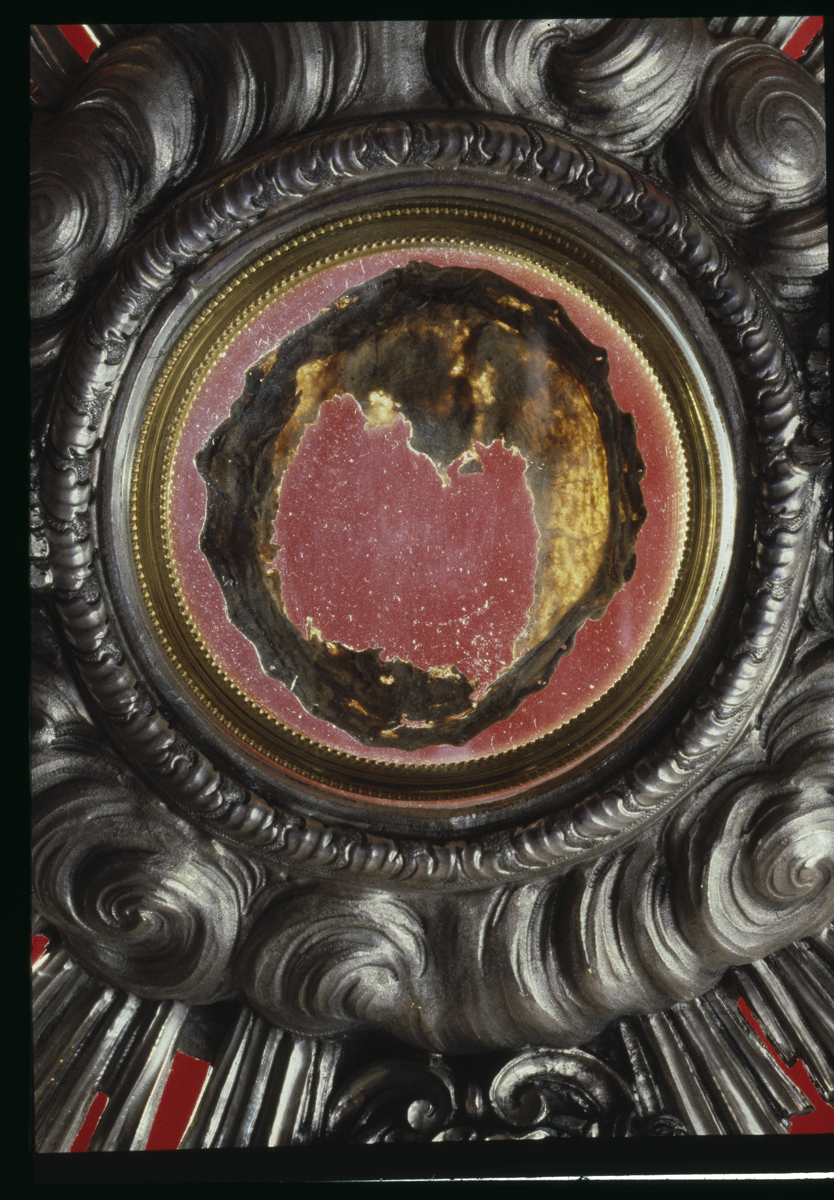
L'ostia convertita in carne nel miracolo eucaristico di Lanciano

«Camminare per lo Spirito» (Galati 5:16) diventa così la contrapposizione al «camminare secondo la carne» e significa essere mosso nelle proprie scelte dal Signore e non dalla propria volontà peccaminosa. Paolo sintetizza questa situazione esclamando «Voi non siete nella carne ma nello spirito» (Romani 8:9): i cristiani pur essendo fisicamente presenti nel mondo e operanti in esso non agiscono secondo le ispirazioni e le motivazioni della natura umana, ma del Regno di Dio.
Questa situazione implica naturalmente una costante tensione tra la propria "carne" e la vocazione dello Spirito, tra il proprio io peccaminoso e la parola del Signore. Gli scritti apostolici sono ricchi di esortazioni e di appelli per ricondurre costantemente i credenti a questa lotta impegnata contro la “carne” che ne minaccia la fede e la santificazione.
Questa ricchezza di significati derivati dall'Antico Testamento e dalla stessa teologia paolinica sono presenti nella sintetica espressione di Giovanni «La Parola è stata fatta carne» in cui egli riassume il mistero della rivelazione. La Parola di Dio eterna e compiuta ha trovato posto nel mondo, nella contingenza e debolezza di una "carne" umana, di un corpo cioè limitato e soggetto a tutte le vicende e le crisi della natura umana. La presenza della verità e della rivelazione di Dio nella carne ha significato, d'altra parte, la condanna di questa carne stessa nella sua potenza di peccato e di seduzione (Romani 8:3-4). Questa realtà dell'incarnazione di Dio in Gesù Cristo rappresenterà il fondamento della fede della prima generazione di cristiani greci e sarà difesa dagli apostoli come la sostanza stessa della fede (1 Giovanni 4:2; 2 Giovanni 7).